# توبیاس اسمولت
توبیاس اسمولت (انگلیسی: Tobias Smollett; مارس ۱۷۲۱ – ۱۷ سپتامبر ۱۷۷۱) نویسنده، شاعر، مترجم و جراح اهل اسکاتلند بود.